# Thurrock

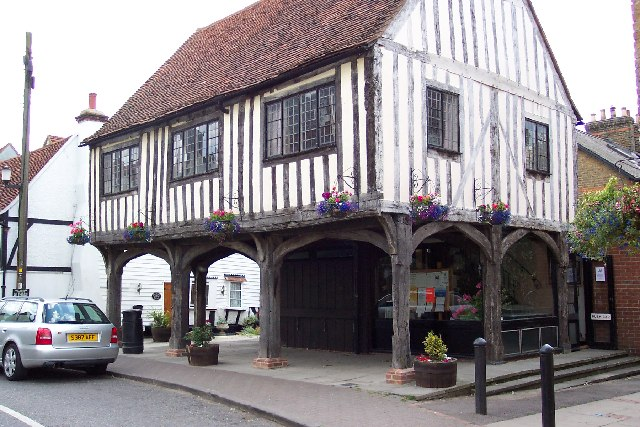
The Woolmarket i Horndon on the Hill.

Thurrock är en enhetskommun i Essex i England, Storbritannien. Kommunen har 176 877 invånare (2022). Den är belägen på Themsens norra strand där floden mynnar i Nordsjön, 40 km öster om huvudstaden London. Kommunens större orter är Grays, Tilbury, Chafford Hundred och Chadwell St Mary. Hela kommunen är en unparished area.
Thurrock nämndes i Domedagsboken (Domesday Book) år 1086, och kallades då Turoc(ha)/Turroc/Turruc.